# 이언 소프
이언 제임스 소프(영어: Ian James Thorpe, 1982년 10월 13일 -)는 오스트레일리아의 수영 선수이다. '소피도(Thorpedo)', '인간 어뢰'라는 별명으로도 알려져 있다. 수영 중거리 종목에서 역대 최고 선수 가운데 한 명으로 꼽힌다. 금메달 다섯 개를 딴 그는 오스트레일리아 올림픽 최다 금메달리스트이다.

## 생애
시드니 교외의 밀퍼라(Milperra)에서 태어났다. 1997년 후쿠오카에서 열린 범태평양 대회에서 오스트레일리아 대표로 뽑혔는데 당시 나이는 14세로 오스트레일리아의 남자 선수로는 역대 최연소였다. 이때 400미터 자유형에서 오스트레일리아의 또다른 10대 선수 그랜트 해켓에 이어 2위를 기록했다.
소프는 196센티미터의 큰 키에 체중은 105킬로그램으로 수영 선수로는 거구이다. 어렸을 때 많은 이들은 그가 계속 성장하면서 10대 때 실력을 유지 못할 것이라고 여겼지만 기우에 그쳤다. 이는 트레이드마크인 6박자 킥으로 경기 막판 강력한 스퍼트를 하기 때문인데, 보통 사람보다 큰 발 덕분이라고 여겨진다.
개인 종목과 계영 종목을 합쳐 세계 신기록을 22번 세웠다. 2006년 갑작스럽게 현역 은퇴를 선언하였다.
2014년 7월 자신이 동성애자라고 커밍아웃하였다.

## 2004년 하계 올림픽
2004년 아테네 올림픽 200 m 자유형 수영 경기에서는 소프와 피터르 판덴호헨반트, 마이클 펠프스, 그랜트 해킷 4인방이 겨뤘다. 이 200 m 자유형 경기를 두고 미디어들은 "금세기 최고의 경기"라고 하며 주목하였다. 경기가 시작되자 판덴호헨반트가 스타트를 빨리 끊으며, 25m에서는 소프에 머리 길이 만큼 정도 앞서나가는 등 첫 50m를 앞서 나갔다. 100m 스플릿에서 판덴호헨반트는 100m 스플릿 시간으로는 세계 기록에 1초 앞선 기록을 내며 선두로 나아갔다. 소프는 그에게 몸 반 토막 정도 뒤처져 있었다. 마지막 50여 m를 남기고 소프는 판덴호헨반트를 따라잡고서는 이윽고 앞서나가기 시작하였다. 끝내 결승선에서는 1:44.71 초의 올림픽 기록으로 소프가 판덴호헨반트를 몸 반토막 길이 차이로 누르고 "금세기 최고의 경기" 200 m 자유형 경기에서 우승하였다. 1:45.35 초의 올림픽 기록을 0.64 초 앞당긴 것이었다. 이 종목에서는 판덴호헨반트가 1:45.23으로 2위, 펠프스가 1:45.32로 3위를 차지하였다.

## 우승 기록

### 올림픽 금메달
- 2000년 시드니: 400미터 자유형
- 2000년 시드니: 4 x 100미터 자유형 계영
- 2000년 시드니: 4 x 200미터 자유형 계영
- 2004년 아테네: 400미터 자유형
- 2004년 아테네: 200미터 자유형

### 세계 선수권 대회(장수로 풀)
- 1998년 퍼스: 400미터 자유형
- 1998년 퍼스: 4 x 200미터 자유형 계영
- 2001년 후쿠오카: 200미터 자유형
- 2001년 후쿠오카: 400미터 자유형
- 2001년 후쿠오카: 800미터 자유형
- 2001년 후쿠오카: 4 x 100미터 자유형 계영
- 2001년 후쿠오카: 4 x 100미터 혼계영
- 2001년 후쿠오카: 4 x 200미터 자유형 계영
- 2003년 바르셀로나: 400미터 자유형
- 2003년 바르셀로나: 200미터 자유형
- 2003년 바르셀로나: 4 x 200미터 자유형 계영

### 세계 선수권 대회(단수로 풀)
- 1999년 홍콩: 200미터 자유형
- 1999년 홍콩: 4 x 100미터 자유형 계영

## 같이 보기
- 올림픽 수영 남자 메달리스트 목록
- 수영 자유형 200m 세계 기록 추이
- 수영 자유형 400m 세계 기록 추이
- 수영 자유형 800m 세계 기록 추이
- 수영 계영 400m 세계 기록 추이
- 수영 계영 800m 세계 기록 추이